# Aleksandar Ugrinoski
Aleksandar Ugrinoski, detto Aleks (in macedone Александр Угриноски?; Skopje, 7 maggio 1988), è un ex cestista macedone con cittadinanza croata, professionista nella D-League e in Europa.

## Carriera
Ugrinoski cresce nel vivaio del Rabotnički Skopje per poi trasferirsi in Croazia nel 2002-03, stagione in cui firma col Cibona Zagabria venendo aggregato alla prima squadra un anno dopo. Col Cibona ha anche modo di fare qualche comparsata in Eurolega.
Nel 2006-07 ha un'esperienza austriaca con gli Arkadia Traiskirchen. Un anno più tardi vola negli Stati Uniti giocando in D-League con la franchigia degli Utah Flash. Da qui due esperienze in Macedonia, inframezzate da una parentesi in Bulgaria. Dopo aver svolto la preparazione estiva con la Montepaschi Siena, nel novembre 2010 viene ingaggiato a gettone dai Crabs Rimini in sostituzione dell'infortunato Terrence Roderick.
Nel settembre 2011 firma coi Las Rozas, formazione spagnola del campionato LEB Silver.

## Palmarès
- Campionato croato: 1

Cibona Zagabria: 2005-06